# Arabische Dunns leeuwerik

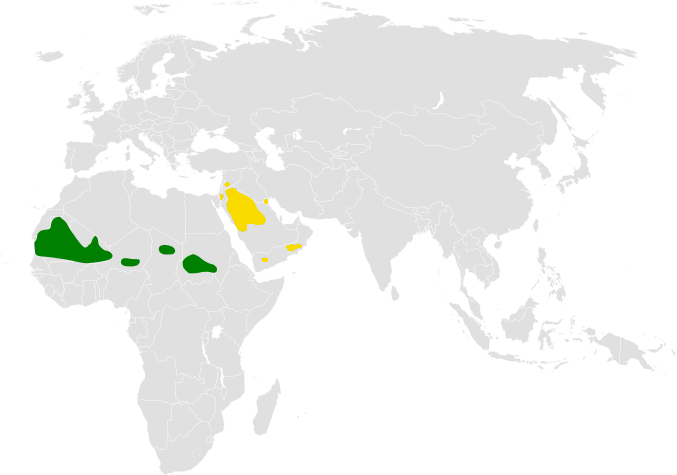
Verspreiding van Dunns leeuwerik (groen) en Arabische Dunns leeuwerik (geel)

De Arabische Dunns leeuwerik (Eremalauda eremodites) is een zangvogel uit de familie Alaudidae (leeuweriken). De vogel werd in 1923 geldig beschreven door Richard Meinertzhagen als aparte soort Pyrrhulauda eremodites. Lange tijd werd dit taxon ook beschouwd als ondersoort van Dunns leeuwerik (E. dunni). 

## Verspreiding en leefgebied
De vogel komt van Syrië tot Jordanië en door Saoedi-Arabië tot Oman.